# Arnautovići
Arnautovići su naseljeno mjesto u gradu Visokom, Federacija Bosne i Hercegovine, BiH. U Arnautovićima se nalazi arheološko nalazište Mile, bivše naselje u kojoj je Pavao Anđelić početkom 1970-ih s timom arheologa otkrio kapelu u kojoj su ukopani Stjepan II Kotromanić i njegov nećak Tvrtko. Ubraja se u bitnije srednjovjekovne lokalitete u visočkoj dolini, mjesto su u kojem se održavao i sabor srednjovjekovnih bosanskih plemića, često spominjan u izvorima kao "Sva Bosna".

## Stanovništvo

### 1991.
Nacionalni sastav stanovništva 1991. godine, bio je sljedeći:
ukupno: 487
- Muslimani - 479
- Srbi - 5
- Jugoslaveni - 2
- ostali, neopredijeljeni i nepoznato - 1

### 2013.
Nacionalni sastav stanovništva 2013. godine, bio je sljedeći:
ukupno: 466
- Bošnjaci - 454
- ostali, neopredijeljeni i nepoznato - 12